# Storskogen (naturreservat)
Storskogen är ett naturreservat i Åtvidabergs kommun i Östergötlands län.
Området är naturskyddat sedan 2006 och är 130 hektar stort. Reservatet består av hällmarkstallskog, gamla granar, lövrika sumpskogar och tallmossar.